# ダマスカス国際空港
ダマスカス国際空港（阿: مطار دمشق الدولي、英: Damascus International Airport）とは、シリア・アラブ共和国の首都、ダマスカスにある国際空港。シリア・アラブ航空の本拠地で、1970年代半ばに開港した。
2024年12月のアサド政権崩壊で一時期運用を停止していたが、2025年1月7日より国際線の運航が再開された。

## 就航路線
2025年4月現在
| 航空会社                  | 就航地                                                   |
| ------------------------- | -------------------------------------------------------- |
| シリア・アラブ航空        | リヤド、ジェッダ、ダンマーム、ドーハ、クウェート         |
| シャーム・ウィングス航空  | アレッポ、バグダード、アルビール、マスカット、クウェート |
| ロイヤルヨルダン航空      | アンマン                                                 |
| カタール航空              | ドーハ                                                   |
| ターキッシュ エアラインズ | イスタンブール                                           |
| フライドバイ              | ドバイ                                                   |
| エミレーツ航空            | ドバイ                                                   |
| フライナス                | リヤド、ジッダ                                           |
| ジャジーラ航空            | クウェートシティ                                         |

## 空港へのアクセス
ダマスカス市街まで約20kmに位置し、主な交通機関はバスやタクシーである。

## シリア内戦
2011年より発生したシリア内戦では、しばしば反体制派の攻撃目標となっている。2012年11月、市内と空港を結ぶ幹線道路で交戦が活発化したことから、同月29日、エジプト航空とエミレーツ航空が乗り入れを中止した。同年12月7日、反政府側は、空港が戦闘地帯になったとの声明を出している。
2014年12月7日、ダマスカス国際空港をイスラエル空軍が爆撃を行った。従来よりシリア政府は、イスラエルが反政府側を支援していると非難していた。